# Phyllonorycter mannii
Phyllonorycter mannii är en fjärilsart som först beskrevs av Philipp Christoph Zeller 1846.  Phyllonorycter mannii ingår i släktet guldmalar, och familjen styltmalar.
Artens utbredningsområde är:
- Österrike.
- Bulgarien.
- Tjeckien.
- Slovakien.
- Frankrike.
- Ungern.
- Italien.
- Sverige.
- Schweiz.
- Turkiet.
- Kroatien.
- Serbien.

Inga underarter finns listade i Catalogue of Life.